# SsangYong Rexton
SsangYong Rexton este un SUV de clasă medie produs de SsangYong Motor de la sfârșitul anului 2001.
În 2017, a fost lansată a doua generație, care preia elemente de design de la conceptul LIV-2 prezentat la Salonul Auto de la Paris din 2016.